# Indusiella thianschanica
Indusiella thianschanica är en bladmossart som beskrevs av Brotherus och C. Müller in Brotherus 1898. Indusiella thianschanica ingår i släktet Indusiella och familjen Grimmiaceae. Inga underarter finns listade i Catalogue of Life.